# Charlie Dominici
Charlie Dominici (Brooklyn, 16 giugno 1951 – 17 novembre 2023) è stato un cantante statunitense, noto principalmente per la sua militanza nei Dream Theater tra il 1987 e il 1990.

## Biografia
Dominici cominciò la propria carriera musicale negli anni settanta, quando incise un album come parte del duo semi-acustico Billy and Charles sotto la Faithful Virtue Records. Successivamente entrò nei Franke and the Knockouts, nel quale suonava la chitarra ed eseguiva i cori.
Nel 1987 fece un'audizione per i Dream Theater e a novembre venne assunto dal gruppo. Cantò nell'album di debutto del gruppo, When Dream and Day Unite (1989), ma fu licenziato l'anno successivo a causa di tensioni e differenze creative con il resto della band. Nonostante il licenziamento, Dominici rimase in contatto con gli altri componenti dei Dream Theater, tornando ad esibirsi con il gruppo stesso il 6 marzo 2004 in occasione del 15º anniversario di When Dream and Day Unite. Il concerto venne successivamente immortalato nel bootleg ufficiale When Dream and Day Reunite (2005).
Nel 2005 Dominici ha realizzato e pubblicato O3, primo album di un progetto diviso in tre dischi. I successivi album, O3: A Trilogy - Part 2 e O3: A Trilogy - Part 3, sono stati pubblicati rispettivamente nel 2007 e nel 2008. Mentre nel primo disco si tratta di un album fondamentalmente acustico, in cui Dominici è l'unico esecutore, nei successivi album si è avvalso della collaborazione di alcuni componenti del gruppo italo-svizzero Solid Vision.

## Discografia

### Con i Billy and Charles
- 1970 – Billy and Charles

### Con i Franke and the Knockouts
- 1981 – Franke and the Knockouts

### Con i Dream Theater
- 1989 – When Dream and Day Unite
- 2004 – When Dream and Day Unite Demos 1987-1989 (bootleg)
- 2005 – When Dream and Day Reunite (bootleg)

### Con i Dominici
- 2005 – O3
- 2007 – O3: A Trilogy - Part 2
- 2008 – O3: A Trilogy - Part 3